# 北條顯時
北條顯時（日语：／ Hōjō Akitoki，1248年—1301年5月7日），又稱金澤顯時（日语：／ Kanezawa Akitoki）是日本鎌倉時代中期至後期武將，北條氏一門，父親是北條氏金澤流之祖北條實時。顯時正室是安達泰盛之女安達千代野。
由於安達泰盛在霜月騷動中被肅清，作為其女婿的顯時一度失勢，後來得到鎌倉幕府第9任執權北條貞時的信賴才成功復出。顯時一代是金澤流北條氏的全盛時期。

## 生涯
顯時雖然是北條實時之子，但是按《尊卑分脈》和《北條系圖》記載則為北條時村之子。
正嘉元年（1257年）11月23日，10歲的顯時在北條時賴的住所元服，改名越後四郎時方，由時賴嫡子北條時宗擔任其烏帽子親，及後在文應元年（1260年）前更名顯時。同年，顯時成為將軍家庇番眾，出仕於宗尊親王，並且學習歌學等學問。文永2年（1265年）以前，顯時獲任命為左近將監和伊勢守護。
文永6年（1269年）4月27日，顯時成為引付眾後，在弘安元年（1278年）2月兼任評定眾，並且在兩年後獲任命為越後守。弘安4年（1281年），顯時升任引付四號頭人，兩年後升至從五位上。
弘安8年（1285年）11月17日，主導幕政的泰盛等人在霜月騷動中被內管領平賴綱消滅，作為泰盛女婿顯時雖然與騷動無關，但是由於與泰盛是姻親關係而被處以連坐，隱居於金澤家領地下總埴生庄（現千葉縣印旛郡內），並且出家改名「惠日」，以蟄居和出家的形式得已活命。
永仁元年（1293年）4月22日，執權貞時在平禪門之亂中消滅賴綱後5日的4月27日，顯時重返鎌倉再次參與幕政。同年10月，貞時廢除引付改設執奏，顯時與北條宗宣等人亦獲任人命為執奏。永仁2年（1294年），顯時成為引付四號頭人，兩年後晉升至三號頭人，獲賜予赤橋館。
晩年，長期參與政事的顯時由於患上胃病而辭任，但是他深得貞時信賴，在顯時退休後貞時仍然多次詢問其意見。
正安3年（1301年）3月28日，顯時死去，享年54歲，家督之位由其子北條貞顯繼承，金澤北條家亦繼續獲得得宗家重用，屢居要職。顯時與父親一樣好學，為建立金澤文庫作出貢獻。